# بويس ريتشاردسون
بويس ريتشاردسون هو صحفي ومخرج كندي، ولد في 21 مارس 1928.

## وصلات خارجية
- بويس ريتشاردسون على موقع IMDb (الإنجليزية)
- بويس ريتشاردسون على موقع أول موفي (الإنجليزية)
- بويس ريتشاردسون على موقع كينوبويسك (الروسية)